# ناي تيتوابين
ناي تيتوابين (بالإنجليزية: Nei Tituaabine)‏ إلهة الشجر في أساطير ميكرونيزيا، لاسيما جزر جلبرت. كانت في الأصل موجودة فانية، وقعت في غرام الزعيم «أوريريا» لكنها ماتت عندما لم تنجب، فنبت من جسدها أشجار مختلفة وثمار منوعة.

### أساطير ميلانيزية
- ندوثينا (ميثولوجيا)
- ندينجاي (ميثولوجيا)
- نوجا (ميثولوجيا)
- راتو ماي (ميثولوجيا)
- روكولا
- سيدو (ميثولوجيا)
- تاجارو (ميثولوجيا)
- تنيراو (ميثولوجيا)
- توكابينانا وتوكروفو
- تومودورير

### أساطير بولينيزية
- أورو (أساطير)
- باباتوانوكو
- بيلي (أساطير)
- بكوي (أساطير)
- تيكي (ميثولوجيا)
- تو (أساطير)
- فاري ما تاكيري